# سیلکس (آرکانزاس)
سیلکس (به انگلیسی: Silex) یک منطقهٔ مسکونی در ایالات متحده آمریکا است که در شهرستان پوپ، آرکانزاس واقع شده‌است. سیلکس ۲۷۷٫۹۸ متر بالاتر از سطح دریا واقع شده‌است.